# Vincent Dubois (organiste)
Pour les articles homonymes, voir Vincent Dubois et Dubois.
Vincent Dubois, né à Saint-Brieuc en 1980, est un organiste et improvisateur français, concertiste international, titulaire du grand orgue de la cathédrale Notre-Dame de Paris, professeur d’orgue à la Musikhochschule de Saarbrücken.

## Biographie
Vincent Dubois intègre le Conservatoire national supérieur de musique et de danse de Paris et y obtient cinq 1er prix : orgue (classe d’Olivier Latry), harmonie, contrepoint, fugue, et écriture XXe siècle.
Par la suite, il remporte en 2002 le 1er Grand Prix (Gold Medal Recital) du concours canadien « Royal Bank Calgary International Organ Competition », dont il est le premier lauréat français, ainsi que le 1er prix du concours international d'orgue Xavier Darasse de Toulouse,.
Depuis il se produit à travers le monde (Europe, U.S.A, Canada, Asie et Pacifique) et a été invité en tant que soliste à jouer avec notamment le Los Angeles Philharmonic, le Philadelphia Philharmonic, le Dallas Symphony, le Hong-Kong Philharmonic, l'Orchestre philharmonique de Radio France, l'Orchestre national de France, l'Orquesta Filarmonica del Gran Canaria, l'Orchestre national d'Île-de-France, l'Ensemble orchestral de Paris, l'Orchestre Les Siècles, l'Orchestre national de Lorraine, l'Orchestre de Bretagne, l'Orchestre de Picardie… et a collaboré avec des chefs tels que Myung-Whun Chung, Evgueni Svetlanov, Edo de Waart, François-Xavier Roth, Stéphane Denève…
Il a également été l’invité de nombreux festivals internationaux tels que Vancouver, Stuttgart, Montréal, Chartres, Cambridge, Lisbonne, Ottawa, Dresde, Mersebourg, Roskilde, s’est produit dans différents lieux tels que le Musikverein de Vienne, le Conservatoire Tchaïkovski de Moscou, le Spivey Hall à Atlanta, le Kimmel Center for the Performing Arts à Philadelphie, la Philharmonie de Berlin, la Maison Symphonique de Montréal, le King's College à Cambridge, Notre-Dame de Paris, le Bartók Hall à Budapest… Il a enregistré des émissions pour Radio-France, ORF (Radio autrichienne), CBC/Radio-Canada.

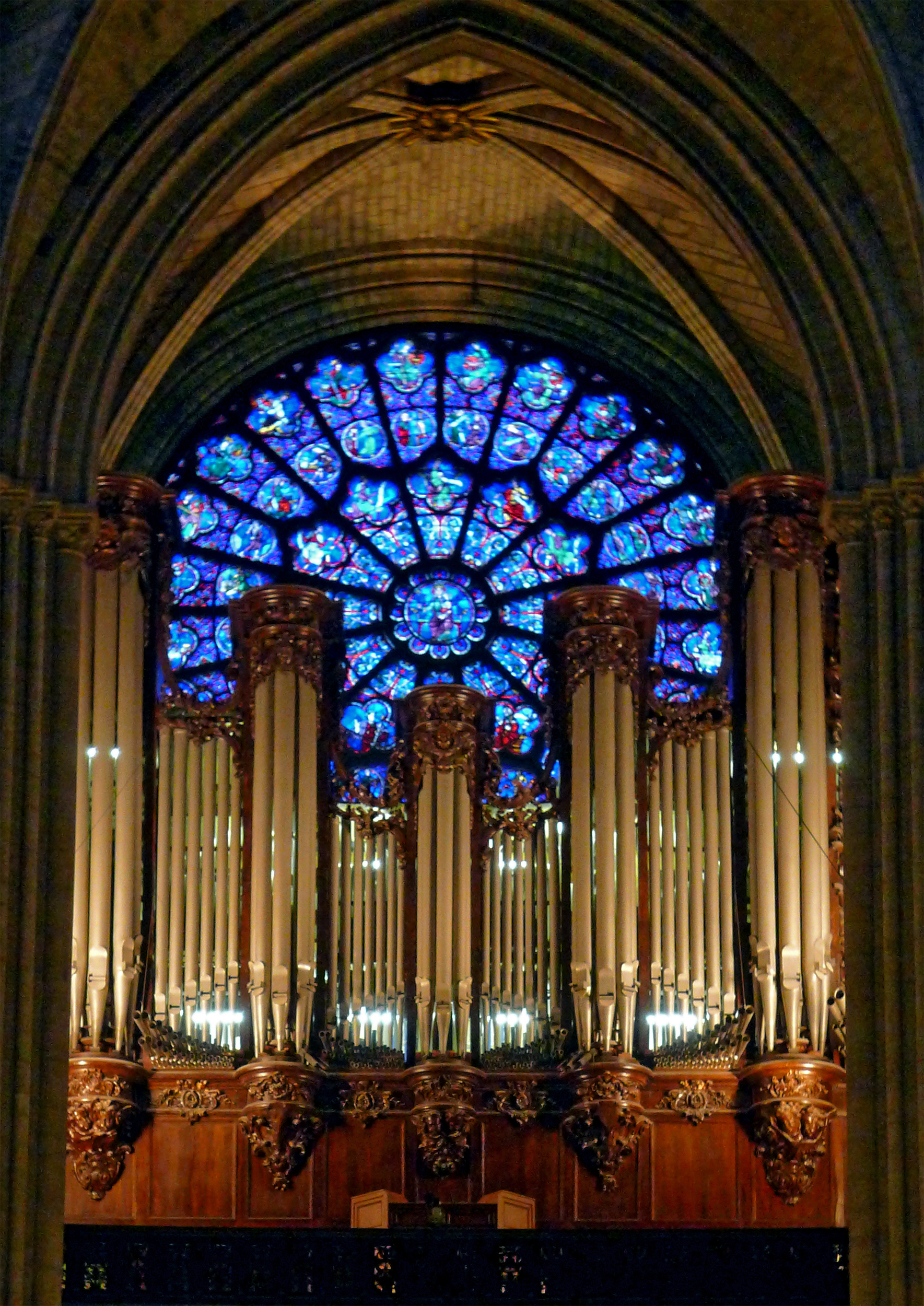
Le grand orgue de la Cathédrale Notre-Dame de Paris.

En 1996, il est nommé titulaire du grand orgue Cavaillé-Coll de la cathédrale de Saint-Brieuc puis devient titulaire du grand orgue de la cathédrale de Soissons de 2001 à 2014.
Titulaire du certificat d’aptitude de directeur des conservatoires à rayonnement régional, Vincent Dubois est nommé directeur du conservatoire à rayonnement régional de Reims en 2008, puis fin 2011 jusqu’en 2022, directeur du Conservatoire et de l'Académie supérieure de musique de Strasbourg,.
En tant que pédagogue, Vincent Dubois enseigne à l'université du Michigan de 2014 à 2017 puis à la Musikhochschule de Freiburg (Bade-Wurtemberg) entre 2018 et 2022. En 2023, il est nommé professeur d’orgue de la Musikhochschule de Saarbrücken.
Le 18 janvier 2016, à la suite d'un concours de recrutement, il est nommé organiste titulaire des grandes orgues de la cathédrale Notre-Dame de Paris, conjointement avec Olivier Latry et Philippe Lefebvre,,,.
Vincent Dubois est représenté par Karen Mac Farlane Artists Inc, Cleveland.

## Discographie
Vincent Dubois a enregistré de nombreux disques :
- Œuvres de Vierne et Dupré, Saint-Etienne, Caen, collection « Tempérament », coproduit par ADAMA/Radio-France.
- Œuvres de Mozart, Liszt, Rachmaninoff, Duruflé, improvisation, Saint-Sulpice, Paris, label « J.A.V Recordings », Philadelphia, USA.
- Œuvres de Franz Liszt, Saint-Joseph, Bonn, Allemagne, label " Vox Celestis".
- Œuvres de Bach (orgue/violon) avec Raphaël Oleg, violoniste, enregistré sur le nouvel orgue de Guignicourt (Aisne), label "Alpha".
- Œuvres de Bach, Liszt, Franck, Vierne, Escaich, Studio 104 "Messiaen", Maison de la Radio, collection "Déclic" produit par l'Association française d'action artistique (AFAA).